# 鈴木率道
鈴木 率道（すずき よりみち、1890年2月18日 - 1943年8月5日）は、日本の陸軍軍人。最終階級は陸軍中将。栄典は、従三位・勲一等・功三級。

## 経歴
広島県出身。広島陸軍地方幼年学校（恩賜）、陸軍中央幼年学校を経て、1908年12月 陸軍士官学校入校。1910年5月卒業（22期恩賜）。1915年11月陸軍大学校入校、1918年11月卒業（30期首席）。ちなみに、陸大30期の次席は、石原莞爾である。永田鉄山が主導した陸軍革新グループの中では例外的な首席者であった。
対ソ作戦の戦術家として知られ、参謀本部の作戦課課員、作戦班長を歴任。「統帥綱領」の再改訂等の重要施策に携わった。いわゆる皇道派に属し、1932年、真崎甚三郎参謀次長の下、中佐でありながら原則として大佐職の作戦課長に異例の抜擢を受ける。しかし参謀本部内では、国家総動員体制の確立を図る永田鉄山第2部長、東條英機編制動員課長と、あくまで対ソ戦を重視する小畑敏四郎第3部長、鈴木作戦課長の対立が激化。細密で秩序にこだわる東條と傲岸狷介な鈴木では性格的にも合わず、両者は犬猿の仲となる。永田、小畑らが去った後も、統制派、皇道派の抗争の象徴となる形で混乱が続くが、結局は二・二六事件後、鈴木も参謀本部から追われ、省部中央に返り咲くことはなかった。鈴木はまた第一次世界大戦後にフランス駐在武官を勤め、欧米各国の航空隊の発展をつぶさに把握し、その後の陸軍航空隊の発展に尽力していた。もともと砲兵出身であるが、将官となってからは航空畑を歴任し実績を残している。しかし前述の経緯もあって東條には疎まれており、1943年5月には第2航空軍司令官を突然解職される。これについては自らの健康悪化が原因とも、物資統制令違反を名目にされたとも言われる。その後は予備役に編入され同年8月に没した。
死去に際しては祭資が下賜されたほか、葬送に際しては勅使として侍従が派遣され、幣帛が下賜された。

## 年譜
- 1890年（明治23年）2月18日 誕生
- 1910年（明治43年）5月 陸軍士官学校卒業
- 1918年（大正7年）11月 陸軍大学校卒業
- 1919年（大正8年）7月 陸軍砲兵大尉
- 1922年（大正11年）5月 フランス駐在武官
- 1925年（大正14年）5月 参謀本部（作戦課）
- 1927年（昭和3年）12月 野砲第5連隊大隊長
- 1930年（昭和5年）3月6日 陸軍大学校教官
- 1932年（昭和7年）4月1日 参謀本部作戦課長
- 1933年（昭和8年）8月1日 陸軍砲兵大佐
- 1935年（昭和10年）8月1日 参謀本部附
- 1936年（昭和11年）5月30日 支那駐屯砲兵連隊長
- 1937年（昭和12年）8月2日 陸軍少将・第2軍参謀長
- 1938年（昭和13年）6月10日 陸軍航空本部総務部長
  - 12月10日 兼陸軍航空総監部総務部長
- 1939年（昭和14年）10月2日 陸軍中将
- 1940年（昭和15年）6月10日 兼陸軍航空総監部航空総監代理
- 1941年（昭和16年）12月1日 航空兵団（昭和17年6月1日から第2航空軍）司令官
- 1943年（昭和18年）5月19日 参謀本部附
  - 6月2日 予備役
  - 8月5日 没

## 栄典
位階
- 1911年（明治44年）3月10日 - 正八位[2]
- 1914年（大正3年）2月10日 - 従七位[3]
- 1919年（大正8年）3月20日 - 正七位[4]
- 1924年（大正13年）5月15日 - 従六位[5]
- 1937年（昭和12年）9月1日 - 正五位[6]

勲章
- 1918年（大正7年）11月29日 - 恩賜の軍刀[7]
- 1934年（昭和9年）2月7日 - 勲三等瑞宝章[8]